# Autoroute A16 (France)
Pour les articles homonymes, voir A16.
L'autoroute française A16, baptisée L'Européenne, relie la Francilienne dans le nord de la région parisienne (au niveau de l'échangeur de la Croix Verte) à la frontière avec la Belgique à hauteur de Bray-Dunes dans le département du Nord. Elle dessert successivement Beauvais, Amiens, Abbeville, Boulogne-sur-Mer, Calais et Dunkerque en région Hauts-de-France, et se prolonge ensuite par l'autoroute belge A18 vers Ostende et Bruges. Elle reprend en cela une grande partie de l'itinéraire de l'ancienne RN 1. Sa longueur est de 312 km. Elle longe le littoral de la Manche à partir d'Abbeville, puis celui de la Mer du Nord à partir de Calais jusqu'à la frontière belge. La portion entre Dunkerque et Abbeville fait partie de la route des Estuaires, qui continue ensuite vers Rouen par l'A28.
Entre la Francilienne et Boulogne-sur-Mer, sa gestion est concédée à la Sanef (jusqu'au 31 décembre 2032). Entre Boulogne-sur-Mer et la Belgique, c'est la direction interdépartementale des routes Nord (DIRN) qui en assure l'entretien, l'exploitation et la gestion ; cette dernière section est libre de péage (volonté de laisser gratuite la desserte des trois grands ports de la région depuis Lille et la Belgique).
L'autoroute est à 2 × 2 voies sur la majorité de sa longueur, sauf sur quelques portions où elle est à 2 × 3 voies (aux alentours de Calais et Dunkerque). La vitesse y est limitée à 130 km/h, à l'exception de l'agglomération de Boulogne-sur-Mer et des derniers kilomètres en Île-de-France où celle-ci descend à 110 km/h. La vitesse limite est passée à 90 km/h autour de Dunkerque en novembre 2014 pour des raisons de sécurité et d'écologie, et autour de Calais en mai 2015 à cause de la crise migratoire.
Entre Abbeville et Boulogne-sur-Mer, l'A16 est souvent déconseillée aux caravanes à cause du fort vent qui souffle en provenance de la Manche. En cas de vent de plus de 70 km/h, la vitesse est limitée à 90 km/h sur les viaducs, pour tous types de véhicules. En cas de vent de plus de 90 km/h, la vitesse est limitée à 70 km/h sur les viaducs, pour tous les véhicules et réduite à une voie dans chaque sens.

## Histoire

### Origines
La section non concédée de l'autoroute, longue de 85 km, est mise en service pour l'essentiel en 1993, entre Boulogne-sur-Mer et Dunkerque, puis en 1997 pour les trois kilomètres subsistants jusqu'à la frontière franco-belge.
Le tronçon entre la région parisienne et Amiens ouvre en 1994, le contournement d'Amiens en 1995, la partie entre Amiens et Abbeville en 1997 et enfin le dernier tronçon, entre Abbeville et Boulogne-sur-Mer, ouvre le 15 mai 1998. La construction du viaduc d'Echinghen, à quelques kilomètres au sud de Boulogne-sur-Mer, s'achève en septembre 1997. D'une longueur de 1,3 km et d'une hauteur maximale de 75 mètres, cet ouvrage d'art, dû à l'architecte Pierre-Louis Carlier, est alors le plus grand des viaducs édifiés sur le tracé de l'A16. L'ensemble est concédé à la Sanef par décret du 29 octobre 1990.
Ce n'est qu'à partir de 2005 que les sorties entre Boulogne-sur-Mer et la Belgique sont renumérotées pour assurer la continuité entre les deux tronçons construits.
Beaucoup d'autoroutes se sont construites dans la région Nord-Pas-de-Calais mais la réalisation de l'A16 fut bien plus perturbée que les autres. En 1992, à la suite de l'élection de Marie-Christine Blandin, du parti des Verts, à la présidence de la région, le projet connait un moratoire de plusieurs mois avant de connaitre un début d'exécution. Après son achèvement partiel intervenu en 1998, l'ouvrage ne sera pas officiellement inauguré. Sur les cartons d'invitation figure le nom de Charles Baur, président de la région Picardie, qui a été élu grâce aux voix du Front national (aujourd'hui le Rassemblement national), ce qui scandalise les élus du Nord-Pas-de-Calais. La Sanef annule la cérémonie d'inauguration prévue à Boulogne-sur-Mer.

### Prolongement vers Paris
L'autoroute A16 s'arrête dans le nord de l'Île-de-France et n'est pas directement reliée à Paris. Le Schéma directeur de la région Île-de-France de 1965 prévoit de prolonger l'A16 jusqu'au boulevard périphérique de Paris, au niveau de la porte d'Aubervilliers. Les schémas directeurs suivants (de 1976, 1984 et 1994) inscrivent aussi un prolongement mais jusqu'à l'autoroute A86, au niveau de La Courneuve (en traversant le parc départemental de La Courneuve),. Une consultation, organisée dans cette optique entre octobre et décembre 1994, est validée par le ministre de l'Équipement Bernard Pons le 5 mai 1995, choix qui est contesté localement.
Le 23 septembre 1997, le nouveau ministre de l'Équipement Jean-Claude Gayssot décide que l'A16 ne traversera pas la Seine-Saint-Denis et qu'elle s'arrêtera du côté de Gonesse sur l'avenue du Parisis, avec un prolongement jusqu'à la Francilienne devant être réalisé dans un premier temps. Le 3 novembre 2001, le ministre confirme devant le Sénat, en réponse à la sénatrice Marie-Claude Beaudeau, que les études ne mettent pas en évidence la nécessité d'un prolongement au-delà de la Francilienne. Cependant, depuis 2004 et l'achèvement de l'autoroute A115, une continuité d'autoroutes et de voies rapides est assurée entre l'A16 et la capitale par le nord-ouest.
Il s'est ensuite décidé de prolonger l'A16 sur environ 8 km jusqu'à l'échangeur de La Croix Verte (RN 104) par une mise aux normes autoroutières de la route nationale 1 sur 3 km à hauteur de Nerville-la-Forêt, puis par la création d'une nouvelle portion contournant les communes de Maffliers et de Montsoult (la RN 1 étant fréquentée quotidiennement par 40 000 voitures sur ces deux communes). Au nord-est de Maffliers, l'A16 doit croiser la ligne SNCF Paris – Beauvais, la ligne H du Transilien et à trois reprises l'oléoduc qui alimente l'aéroport de Roissy-Charles-de-Gaulle.
Les études d'avant-projet de ce prolongement sont finalisées au printemps 2006, et quatre variantes sont proposées. Une concertation sur les études a lieu dans les communes concernées par le projet en février 2006 sous la forme d'expositions de panneaux. L'enquête publique, commune au prolongement de l'autoroute A16 ainsi qu'à ses deux opérations connexes (réaménagement de l'échangeur de la Croix Verte et requalification de la RN 1), aurait dû se dérouler au second semestre 2006. L'objectif de début des travaux était 2009 pour une mise en service en 2012. Cette nouvelle section de 8,5 km doit être libre de péage et concédée à la SANEF.
La commission nationale du débat public décide, le 7 juin 2006, d'organiser un débat public sur ce projet, à la suite de sa saisine par le conseil régional d'Île-de-France et France Nature Environnement ; ce débat se déroule à l'automne 2007.
Le 16 juillet 2008, l'État choisit l'un des tracés proposés. De nouvelles études sont lancées sur le principe de la solution B conformément à la commande ministérielle du 16 juillet 2008, incluant le réaménagement de la Croix Verte et la requalification de la RN 1. Une nouvelle concertation publique est engagée en septembre 2010 sur le projet, organisée par le maître d'ouvrage du projet, la direction régionale et interdépartementale de l'Équipement et de l'Aménagement. Après cette étape de concertation, le projet est soumis à une enquête publique qui arrête définitivement le projet de prolongement de l'A16.
Le 11 décembre 2014 a lieu la publication d'un décret déclarant d'utilité publique les travaux de prolongement de l'A16 entre l'Isle-Adam et l'échangeur de la Croix Verte.
Les travaux ont commencé en 2016 et se sont achevés avec l'ouverture du tronçon le 15 novembre 2019. L'échangeur de la Croix Verte est totalement réaménagé pour faciliter les déplacements entre l'A16 et la Francilienne, entre les deux côtés de la Francilienne et entre l'A16 et la RD 301 (ancienne RN 1) vers/depuis Sarcelles. La RN 1 est complètement déclassée dans le département du Val-d'Oise.

### Rénovation du viaduc d'Echinghen
En 2017, la SANEF remarque des signes de vétusté sur le viaduc d'Echinghen, situé entre les sorties no 28 (commune d'Isques, au sud de Boulogne-sur-Mer) et no 29 (port de Boulogne) de l'A16. Elle attaque les entreprises de construction à l'origine de l'ouvrage (notamment Bouygues Construction) et leur réclame sept millions d'euros.
Une importante opération de rénovation a lieu entre fin 2017 et début 2018 pour vérifier les 331 câbles en acier qui supportent la structure. La circulation des poids-lourds est alors momentanément interdite par mesures de sécurité ; ceux-ci doivent sortir à la sortie 29 et récupérer l'autoroute à la sortie 28 dans le sens Calais vers Amiens, et inversement dans le sens Amiens vers Calais. Bien en amont, les poids lourds circulant entre Calais et Amiens sont invités à passer par les autoroutes A26, A1 et A29 (via Arras et Péronne) pour éviter d'être déviés une fois arrivés dans l'agglomération boulonnaise. Les autres véhicules circulent sur le viaduc à 90 km/h maximum et sur une voie dans les deux sens de circulation.
Face au non-respect de cette réglementation temporaire, les contrôles se multiplient et la vitesse est réduite à 50 km/h en amont de la sortie précédente, dans les deux sens de circulation, pour permettre aux poids-lourds d'avoir le temps de mieux voir la signalisation et les déviations. Des radars sont installés le 9 janvier 2018 à ces emplacements. L'accès au viaduc depuis la sortie 29 (entrée sur l'autoroute vers le sud) est également fermé à tous les véhicules.
Ces travaux, dont la durée s'est allongée à plusieurs reprises, font beaucoup parler : le trafic important de poids lourds dévié sur les routes communales d'Isques et de Saint-Léonard (entre 2 000 et 3 000 par jour) causent de nombreuses perturbations pour les riverains et plusieurs travaux de réparation sur les chaussées endommagées. Le député Jean-Pierre Pont a adressé un courrier destiné à la ministre des Transports, Élisabeth Borne, demandant d'obliger la SANEF à respecter son engagement de fin des travaux à la date avancée par la société et la préfecture. Le 22 janvier 2018, la fin des travaux est repoussée une nouvelle fois jusqu'au 30 juin 2018. Jean-Pierre Pont demande alors la réouverture de l'accès à l'A16 par la sortie 29 dans le sens Calais vers Amiens et la gratuité de l'autoroute entre les sorties 27 et 29.
Malgré ces travaux, un rapport du 26 septembre 2018 publié par le ministère des Transports à la suite de la catastrophe du viaduc de Gênes classe un seul viaduc en France, celui d'Échinghen, en catégorie 3U, qui comprend les « ouvrages dont la structure est gravement altérée et nécessite une intervention urgente avec l'établissement d'un programme de travaux de réparation liés à l'insuffisance de capacité portante de l'ouvrage ou à la rapidité d’évolution des désordres ».

## Parcours
Section concédée à SANEF et payante (sauf entre les sorties 9 à 11 et 30 à 31).
- Échangeur entre RN 104 et A16 à 20 km :  Ch.de.Gaulle, (A1) (demi-échangeur, de et vers A1)
  -    Début de l'A16
- 9 La Croix Verte à 22 km : Montsoult, Attainville, Belloy-en-France, Domont, Sarcelles, Paris (demi-échangeur, de et vers Belgique)
  -  Limitation à 110 × km/h.
- 10 Presles à 27 km : L'Isle-Adam - centre, Presles, Nerville-la-Forêt (demi-échangeur, de et vers Paris)
- Échangeur entre RN 184 et A16 à 29 km : Paris - Porte Maillot (A115), Cergy-Pontoise (A15), Méry-sur-Oise, Presles (demi-échangeur, de et vers Belgique)
- 11 Mours à 31 km : L'Isle-Adam - Parc d'Activités, Beaumont-sur-Oise, Mours, Champagne-sur-Oise, Persan, Chambly
  -  Limitation à 130 × km/h.
- 12 Chambly à 34 km : Persan, Chambly (demi-échangeur, de et vers la Belgique)

Passage du département du Val-d'Oise à celui de l'Oise. Passage de la région Île-de-France à celui des Hauts-de-France.
- Péage d'Amblainville (à système fermé)
- 13 Méru à 43 km : Méru, Gisors, Amblainville
  -  Aire de repos de Lormaison (dans les deux sens)
  -  Aires de repos d'Auteuil (sens  Paris-Belgique),  de Grand Courtil (sens Belgique-Paris)

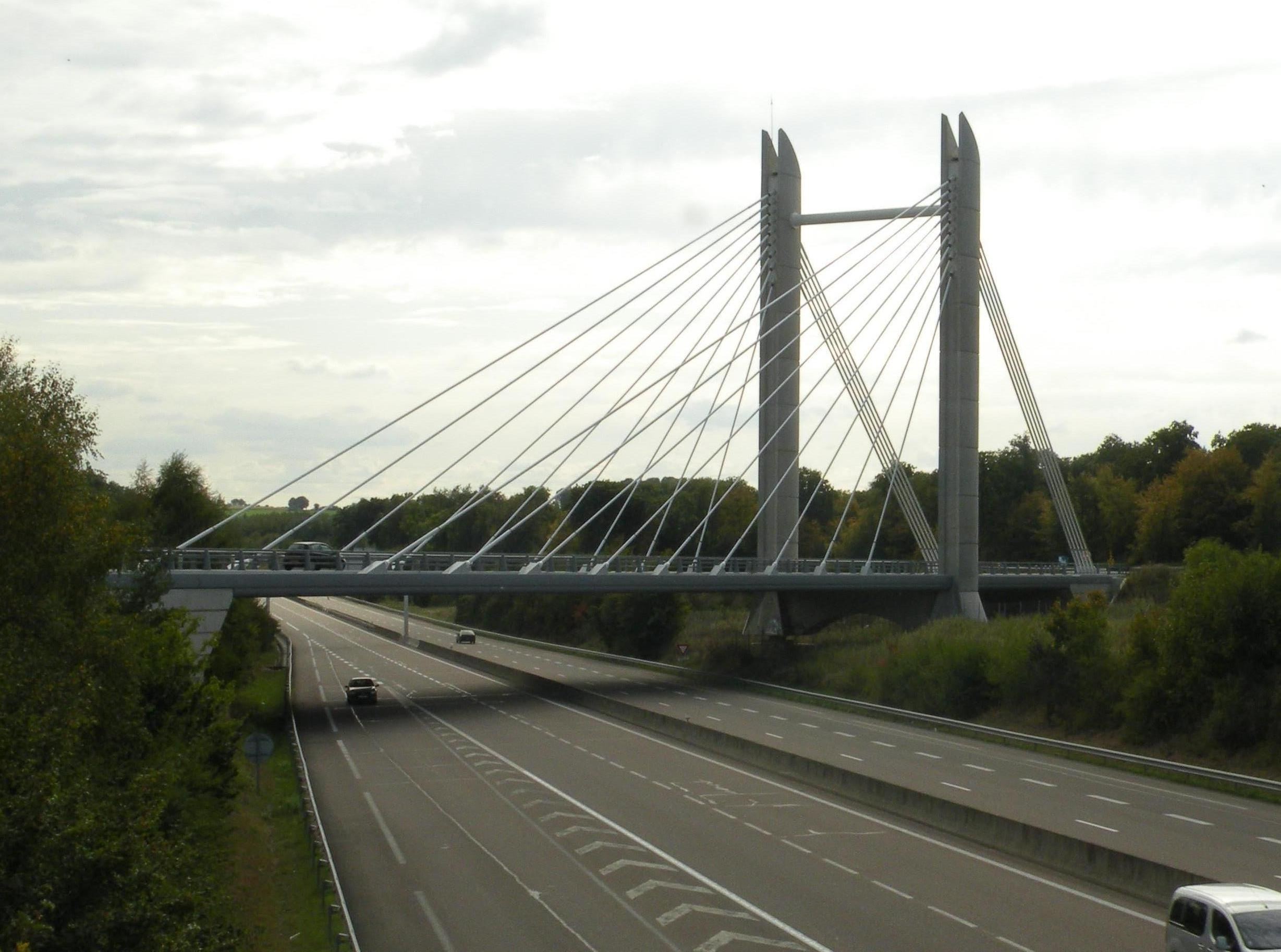
L'autoroute A16, enjambée par la RN 31 à hauteur de Beauvais.

- 14 Beauvais - sud à 68 km : Beauvais - centre, Rouen, Mantes-la-Jolie, Gisors
- 15 Beauvais - centre à 72 km : Beauvais - nord, Clermont, Compiègne, Creil,  Beauvais - Tillé
  -  Aires de repos du Chêne Peuquet (sens  Paris-Belgique),  du Grand Bois (sens Belgique-Paris)
- 16 Hardivillers à 92 km : Breteuil, Saint-Just-en-Chaussée, Crèvecœur-le-Grand, Gerberoy +  Aire de service d'Hardivillers (dans les deux sens)

Passage du département de l'Oise à celui de la Somme
- 17 Essertaux à 108 km : Bosquel, Essertaux, Ailly-sur-Noye, Moreuil, Conty, Poix-de-Picardie
  -  Aire de repos de la Vallée de la Selle (dans les deux sens)
- Échangeur entre A29 Est et A16 à 97 km : Saint-Quentin, Amiens - sud, Reims (A26) , Lille (A1)

Début du tronc commun
- 18 Salouël à 123 km : Amiens, Salouël, Saleux
- Échangeur entre A29 Ouest et A16 à 129 km : Rouen (A28), Le Havre, Dieppe, Poix-de-Picardie

Fin du tronc commun
- 19 Amiens - ouest à 127 km : Amiens - centre,  C.H.U Amiens. Picardie
- 20 Amiens - nord à 132 km : Amiens, Longueau,  Espace Industrielle Nord
  -  Aire de repos de Vignacourt (dans les deux sens)
- 21 Vallée de La Nièvre à 149 km : Flixecourt
  -  Aires de repos du Haut Clocher (sens  Paris-Belgique),  de La Hétroye (sens Belgique-Paris)
- 22 Abbeville - est à 167 km : Abbeville - centre, Saint-Riquier, Doullens
  -  Viaduc du Scardon (1 022 m) à 175 km
- 23 Abbeville - nord  Échangeur entre A16 et A28 à 179 km : Abbeville - centre, Le Havre (A29), Rouen, Eu - Le Tréport, Le Crotoy, Saint-Valery-sur-Somme
  -  Aire de service de la Baie de Somme (dans les deux sens)
- 24 La Côte Picarde (RD 1001) à 189 km : Rue, Le Crotoy, Saint-Valery-sur-Somme, Fort-Mahon-Plage, Quend, Crécy-en-Ponthieu

Passage du département de la Somme à celui du Pas-de-Calais
- -  Aires de repos du bois de la Commanderie (sens  Paris-Belgique),  du Fond de la Commanderie (sens Belgique-Paris)
- 25 Berck à 207 km : Berck - Plage, Montreuil-sur-Mer, Merlimont, Fort-Mahon-Plage, Quend, Arras,  C.H.A de Montreuil-sur-Mer
- 26 Étaples - Le Touquet à 219 km : Étaples, Le Touquet-Paris-Plage, Montreuil-sur-Mer, Merlimont, Cucq, Sainte-Cécile, Stella-Plage
  -  Aire de repos des Falaises de Widehem (dans les deux sens)
- 27 Neufchâtel-Hardelot à 232 km : Neufchâtel-Hardelot, Sainte-Cécile, Desvres
  -  Tranchée couverte d'Hardelot (tunnel sous la forêt d'Hardelot) à 239 km
- 28 Boulogne - sud à 240 km : Boulogne-sur-Mer, Isques, Samer
  -  Viaduc de Quéhen (474 m) à 245,1 km
  -  Viaduc de Herquelingue (259 m) à 242 km
- Péage de Herquelingue (à système fermé)

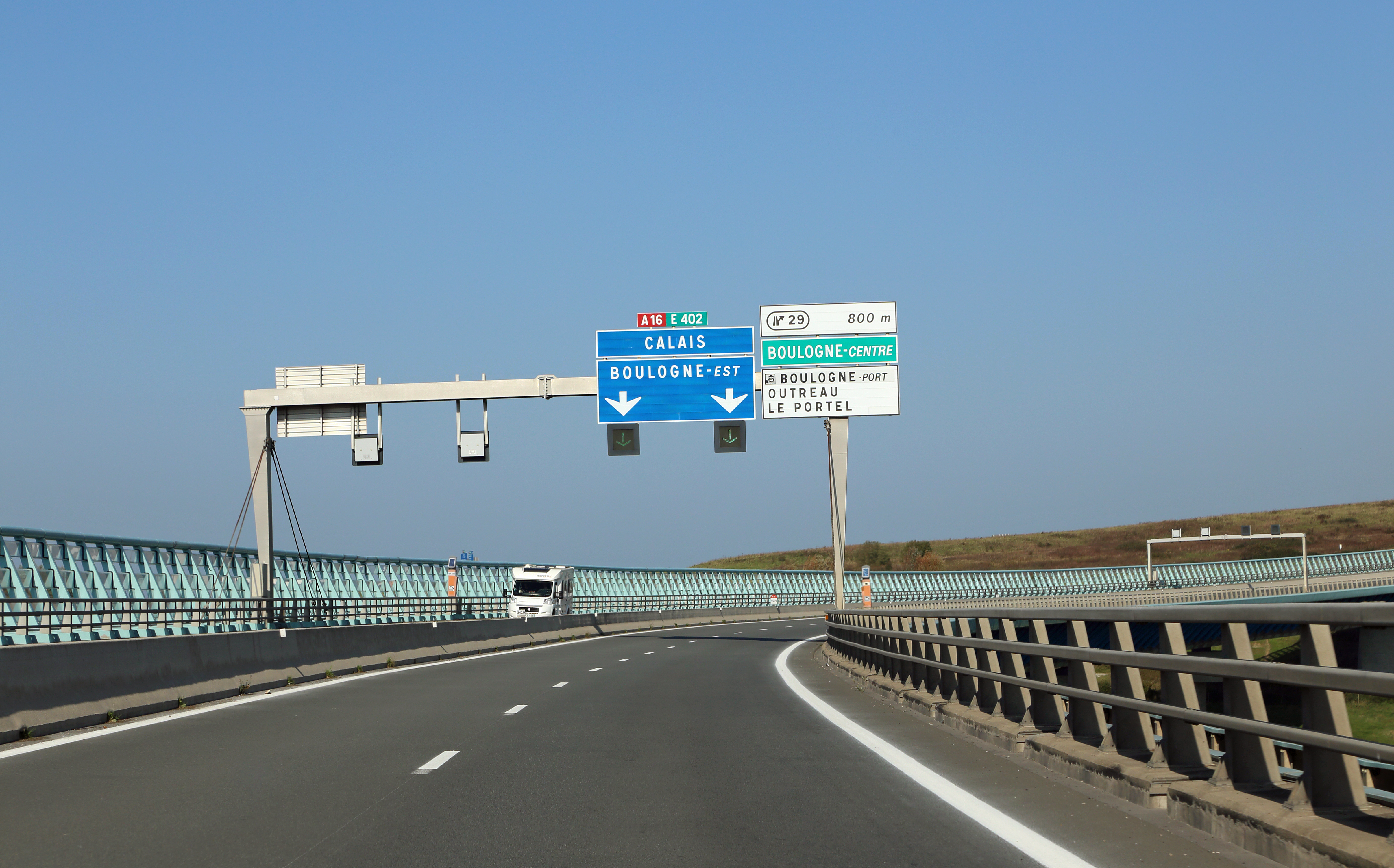
L'autoroute A16, sur le viaduc d'Echinghen, près de Boulogne-sur-Mer (Pas-de-Calais).

- -  Viaduc d'Echinghen (1 301 m) à 243 km
- 29 Boulogne - centre à 244 km :  Boulogne - Port, Outreau, Le Portel, Amiens

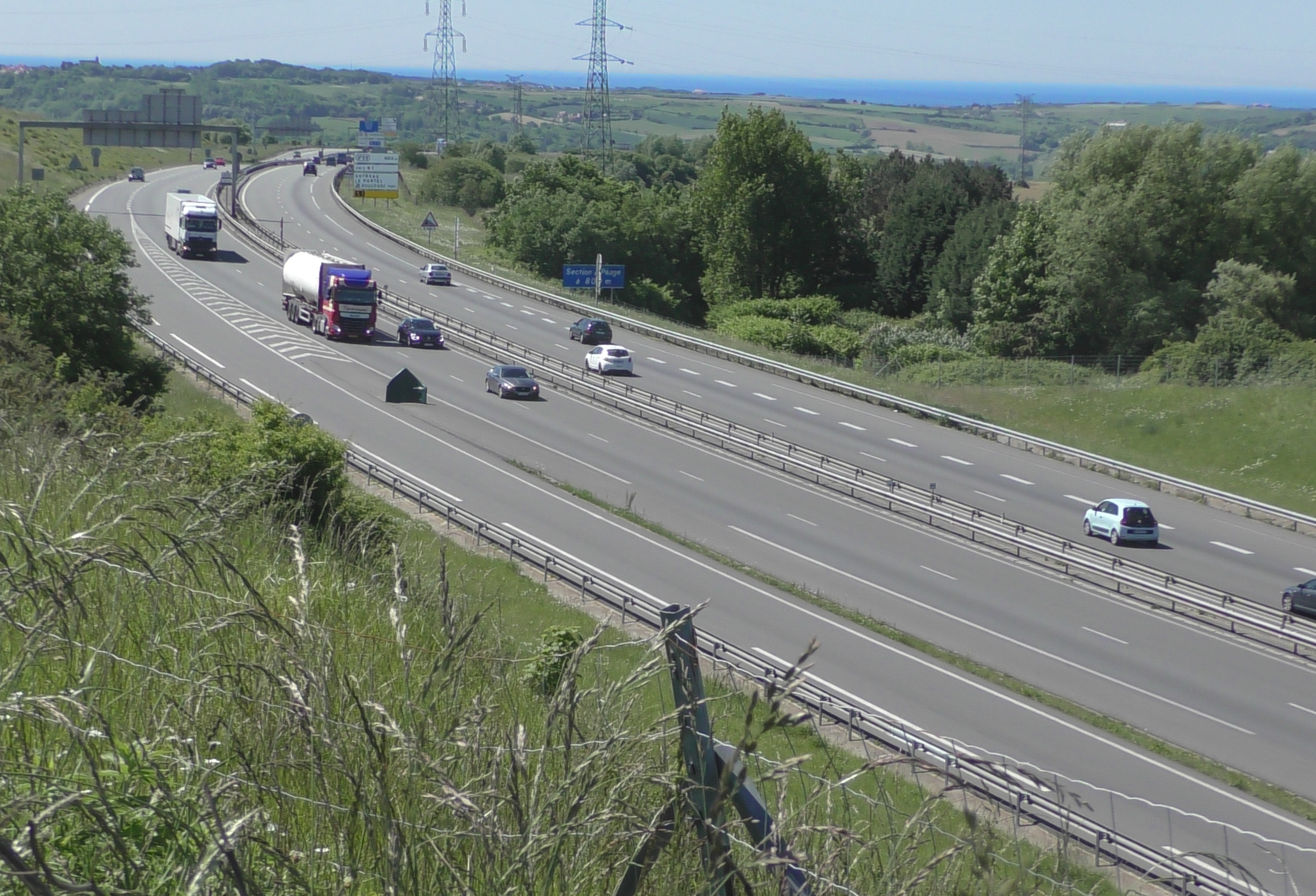
L'autoroute A16, à hauteur de Saint-Martin-Boulogne (Pas-de-Calais).

- 30 Saint-Martin-Boulogne à 245 km : Boulogne-sur-Mer, Saint-Martin-Boulogne, Baincthun, Desvres,  Centre Hospitalier (demi-échangeur, de et vers Paris)

Section non-concédée gérée par la DIR Nord et gratuite.
- 31 Boulogne - est (RN 42) à 223 km : Boulogne-sur-Mer, Saint-Martin-Boulogne, La Capelle-lès-Boulogne, Baincthun, Desvres, Saint-Omer, Lille,  Centre Hospitalier,  L'Inquiétrie
- 32 Boulogne - nord à 226 km : Boulogne - centre, Wimereux - sud, Nausicaá
- 33 La Trésorerie à 229 km : Wimereux - nord, Wimille, Wacquinghen
- 34 Wacquinghen à 232 km : Wacquinghen, Offrethun, Beuvrequen (demi-échangeur, de et vers Belgique)
  -  Aire de service de L'Épitre (sens Paris-Belgique)
- 35 Marquise - sud à 235 km : Marquise, Rinxent, Beuvrequen (demi-échangeur, de et vers Paris)
- 36 Marquise - nord à 237 km : Marquise, Rinxent, Guînes, Wissant, Cap Gris-Nez, Carrières
- 37 Saint-Inglevert - sud à 242 km : Saint-Inglevert, Leubringhen, Cimitière Canadien (demi-échangeur, de et vers Paris)
  -  Aire de service des Deux Caps (sens Belgique-Paris)
- 38 Saint-Inglevert - nord à 245 km : Saint-Inglevert, Wissant, Cap Gris-Nez, 'Cimitière Canadien (demi-échangeur, de et vers Belgique)
- 39 Bonningues-lès-Calais à 248 km : Bonningues-lès-Calais, Peuplingues, Cap Blanc-Nez
- 40 Peuplingues à 250 km : Peuplingues, Escalles, Fréthun,  Gare de Calais - Fréthun, Cap Blanc-Nez
- 41 Coquelles à 251 km : Coquelles, Sangatte, Cité Europe Ouest Administration

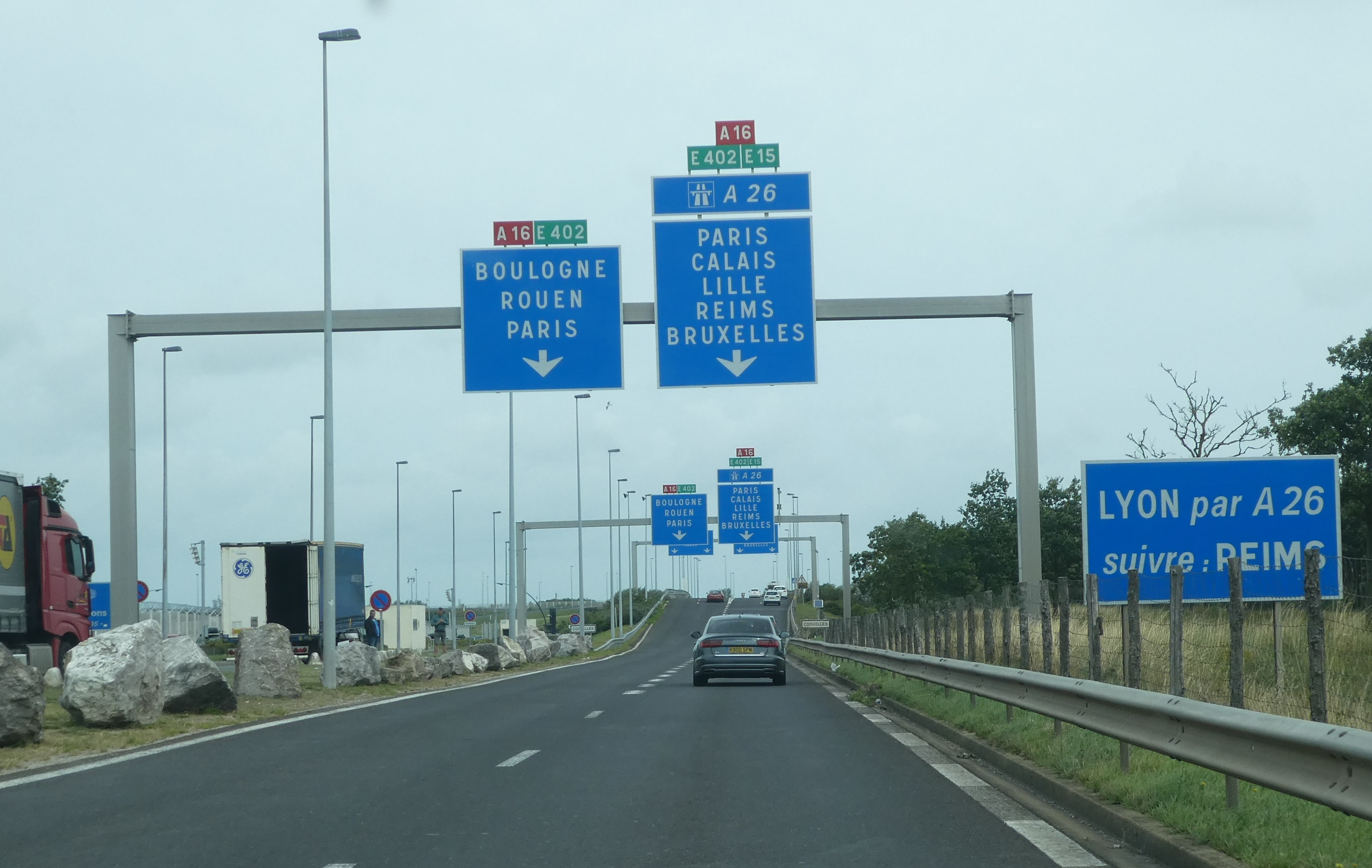
Retour sur l'A16 à la sortie de la navette d'Eurotunnel.

- 42 Eurotunnel à 253 km : Tunnel sous la Manche (Folkestone), Londres ( Royaume-Uni)
  -  2×3 voies

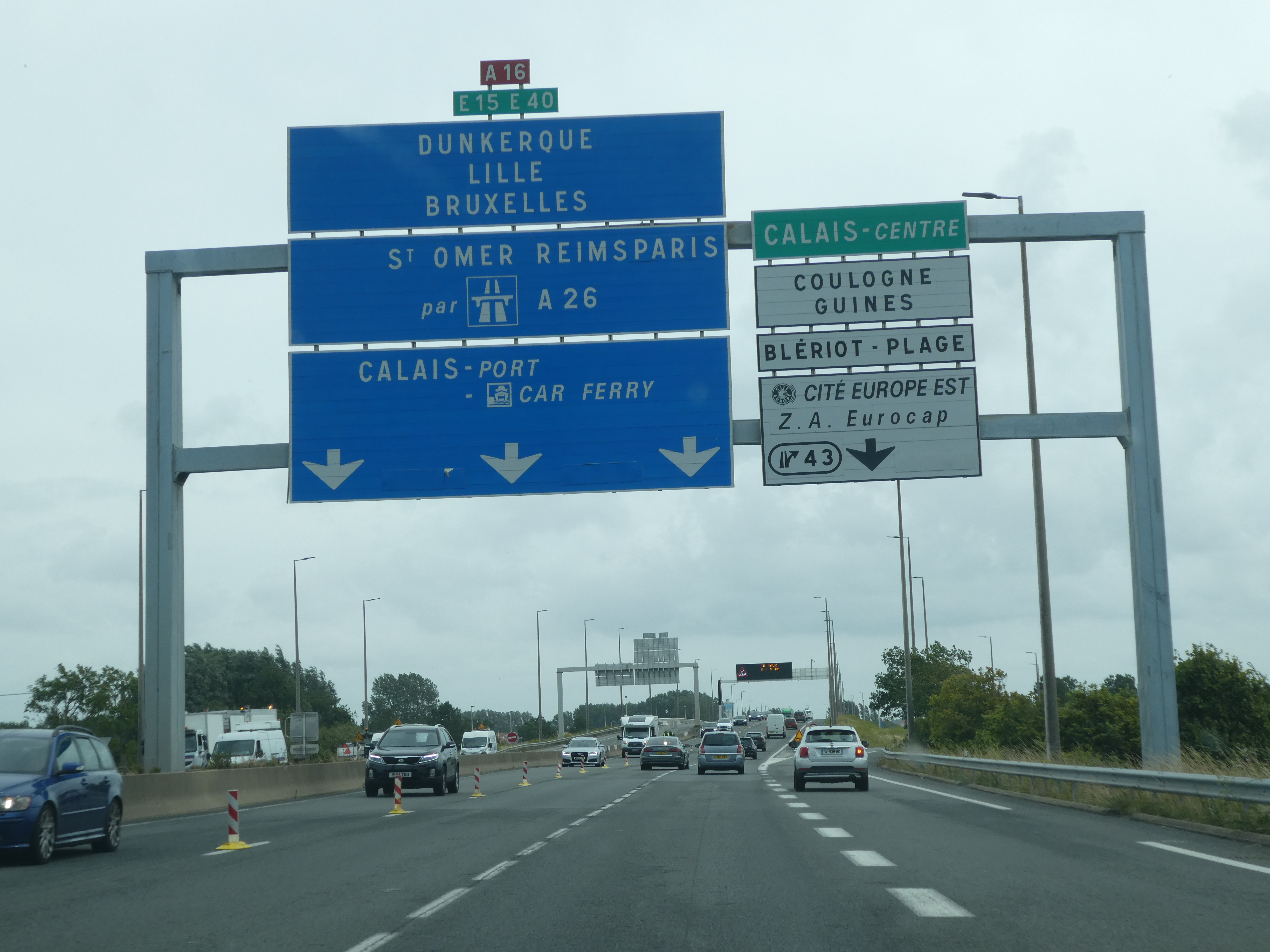
L'autoroute A16 en direction de la Belgique, au niveau de la sortie 43 près de Calais.

- 43 Calais - Rivière-Neuve à 254 km : Calais - centre, Guînes, Coulogne, Blériot-Plage

- 44 Calais - Saint-Pierre à 255 km : Calais

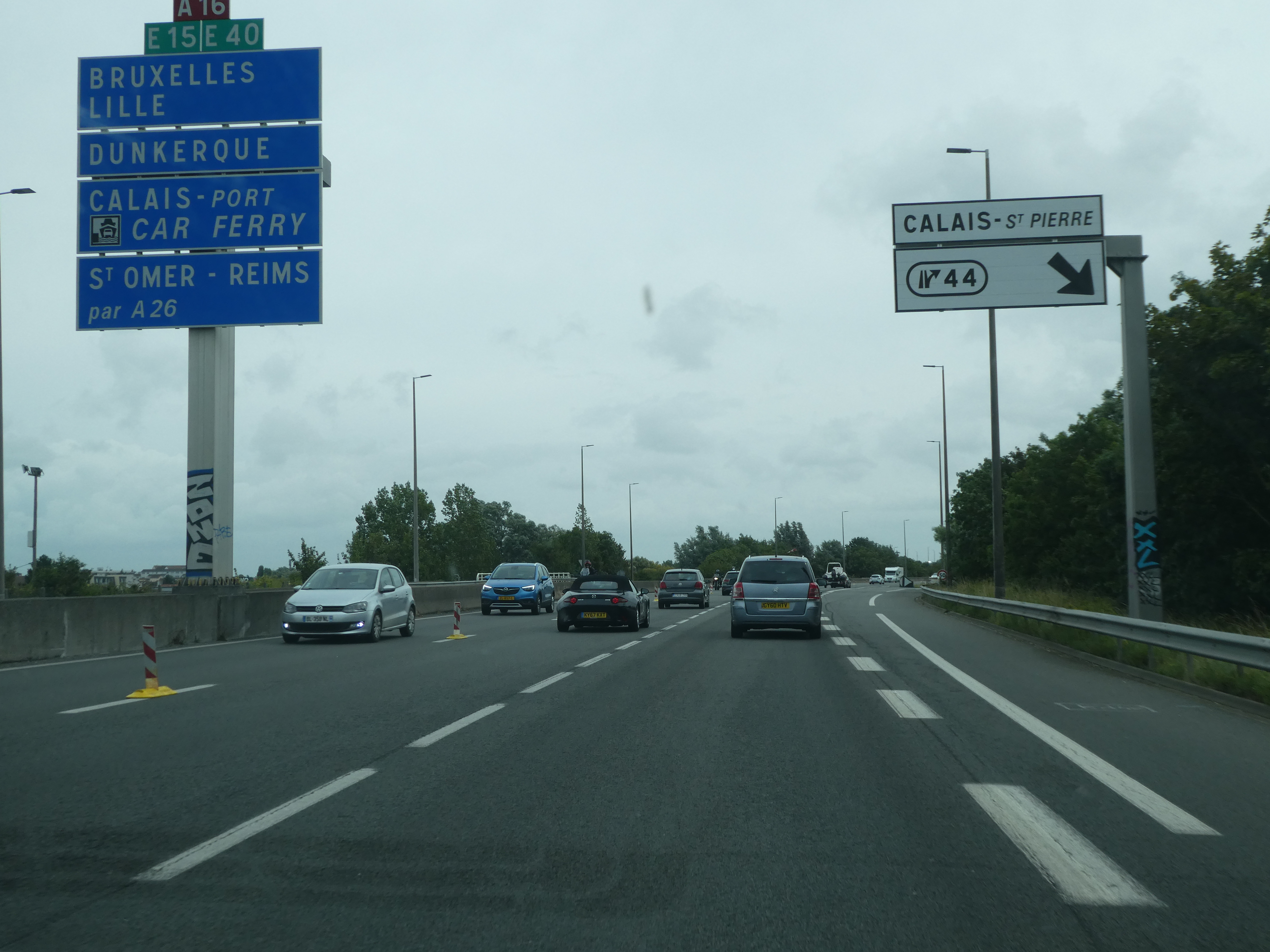
L'autoroute A16 en direction de la Belgique, au niveau de la sortie 44 près de Calais.

- 45 Ardres à 257 km : Calais, Ardres (quart-échangeur, vers Paris)
  -  2×2 voies

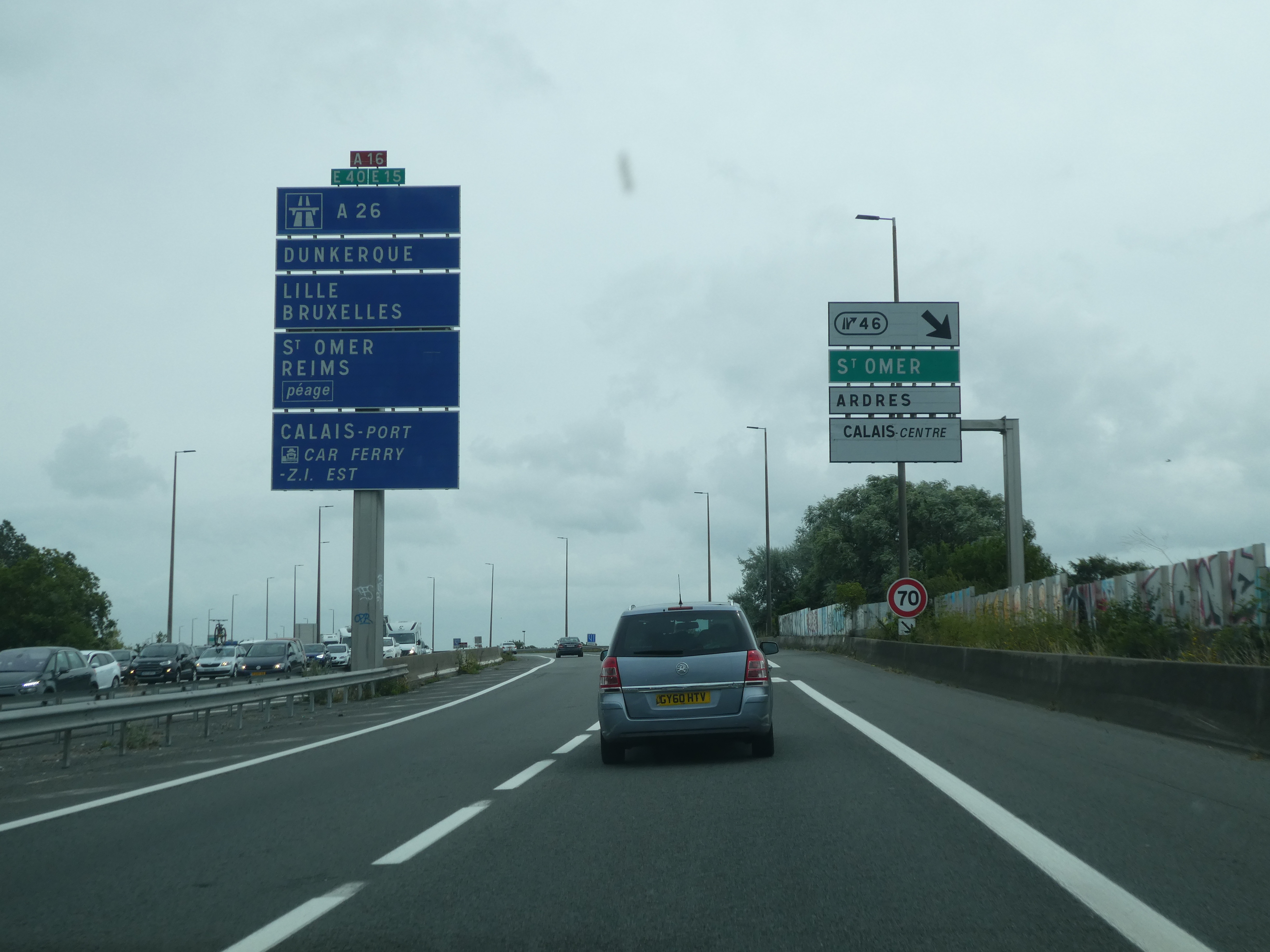
L'autoroute A16 en direction de la Belgique, au niveau de la sortie 46 près de Calais.

- 46 Porte de Saint-Omer à 258 km : Calais - centre, Coulogne, Ardres, Saint-Omer

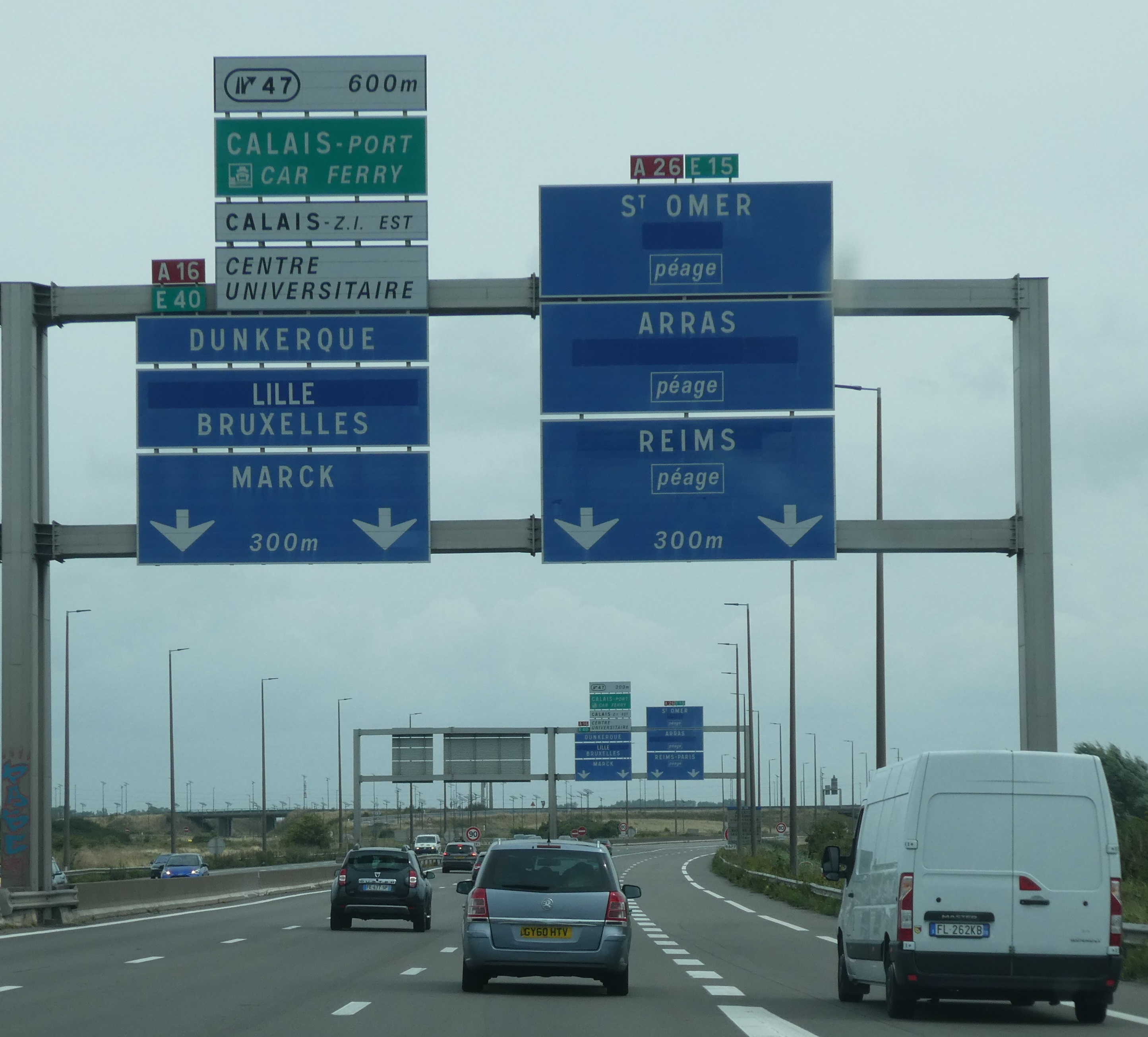
L'autoroute A16 en direction de la Belgique, au niveau de l'échangeur avec l'autoroute A26.

- Échangeur entre A26 et A16 à 259 km : Saint-Omer, Arras, Reims, Paris (A1)
- 47 Calais - Port  Échangeur entre A216 et A16 : Calais - Z. I. Est, ,  Car Ferry
- 48 Marck - ouest à 261 km : Marck, Transmarck
- 49 Marck - est à 264 km : Marck
  -  Aire de repos d'Offekerque (sens  Paris-Belgique)
- 50 Nouvelle-Église à 270 km : Oye-Plage, Audruicq
- 51 Saint-Folquin à 276 km : Gravelines, Grand-Fort-Philippe, Saint-Folquin

Passage du département du Pas-de-Calais à celui du Nord
- 52/52a/52b Bourbourg à 280 km : Bourbourg, Saint-Georges-sur-l'Aa, Gravelines, Ports - 7000 à 9000
- 53 Craywick - Loon-Plage à 283 km : Loon-Plage, Craywick, Bourbourg, Mardyck, Saint-Omer, Ports - 4000 à 7000,  Car Ferry
- 54 Grande-Synthe à 291 km : Grande-Synthe, Dunkerque, Fort-Mardyck, Spycker, Mardyck
- 55 Grande-Synthe - Courghain à 292 km : Grande-Synthe (demi-échangeur, de et vers Paris)
  -  Aire de service de Grande-Synthe (sens Belgique-Paris)
- 56 Grande-Synthe - centre à 293 km : Grande-Synthe - Moulin
- 57/57a/57b Dunkerque - Z. I (RN 225)  Échangeur entre RN 225 et A16 à 294 km : Grande-Synthe, Fort-Mardyck, Dunkerque, Bergues, Armentières, Lille (A25)
- 58 Dunkerque - Petite-Synthe à 296 km : Dunkerque - Saint-Pol-sur-Mer, Point Loby
  -  2×3 voies
- 59 Cappelle-la-Grande à 297 km : Dunkerque - Jeu de Mail, Cappelle-la-Grande (demi-échangeur, de et vers Belgique)
- 60 Coudekerque-Branche - centre à 298 km : Dunkerque, Coudekerque-Branche, Cappelle-la-Grande, Bergues
- 61 Coudekerque-Branche - est à 299 km : Coudekerque-Branche, Coudekerque, Dunkerque
- 62 Dunkerque - centre à 300 km : Dunkerque - Malo,  Rosendaël '' Centre Hospitalier
  -  2×2 voies
  -  Aire de repos de Téteghem Sud (sens  Paris-Belgique)
- 63 Téteghem à 302 km : Téteghem, Leffrinckoucke, Zuydcoote, Dunkerque (demi-échangeur, de et vers Paris)
- 64 Leffrinckoucke à 304 km : Téteghem, Leffrinckoucke, Zuydcoote (demi-échangeur, de et vers Belgique)
- 65 Ghyvelde à 310 km : Ghyvelde, Bray-Dunes, Hondschoote, Les Moëres, Steenvoorde
  -  Aires de repos de Ghyvelde (sens  Paris-Belgique),  des Moëres (sens Belgique-Paris)
  -  Fin de l'autoroute A16

 France -  Belgique Frontière franco-belge à 312 km
- Entrée sur le territoire belge :  A18 en direction de : Ostende, Bruges, Furnes La Panne, Adinkerque, Bruxelles

## Lieux sensibles
Les viaducs d'Echinghen, d'Herquelingue et de Quéhen près de Boulogne-sur-Mer et celui du Scardon près d'Abbeville sont exposés à de forts vents de travers. Celui d'Echinghen est le plus exposé et peut être interdit aux caravanes, voire fermé à toute circulation en cas de forte tempête.
Si la circulation est habituellement fluide sur toute sa longueur, quelques embouteillages peuvent se produire aux heures de pointe sur les quelques kilomètres en Île-de-France, au niveau de la sortie 31 vers Boulogne-Est (liaison avec la RN 42) ainsi qu'aux sorties 41, 42 et 43 vers Calais et le tunnel sous la Manche. Autour des trois grands ports, l'autoroute, qui s'est vite révélée être un lieu stratégique et médiatique de manifestations, est souvent bloquée ou ralentie lors des mouvements sociaux.
Depuis 2008, des migrants tentent de grimper sur les poids lourds à destination du Royaume-Uni, obligeant à la fermeture de quatre aires de repos dans le Dunkerquois : 
- en 2008, l'aire de Saint-Georges-sur-l'Aa ;
- en 2009, l'aire de Téteghem Nord et celle des Moëres ;
- en 2016, l'aire du Beau-Marais, dont les accès sont bloqués depuis le 27 juin par des barrières de sécurité[25].

L'aire de Grande-Synthe reste ouverte sous surveillance policière. Il en est de même pour l'aire de Saint-Laurent, près de Steenvoorde.

## Éclairage
Cette autoroute était initialement fortement éclairée, avec même un éclairage renforcé dans les courbes. Sur une grande partie du parcours, l'éclairage s'est finalement montré sans effet sur la sécurité routière, voire localement accidentogène, probablement parce qu'il diminuait la vigilance des conducteurs qui augmentaient leur vitesse, ce qui accroissait la gravité des accidents. Le laboratoire d'anthropologie appliquée de Paris, de l'Université Paris-Descartes a montré en 2001 une « dissociation entre la pénibilité, qui varie peu, et les niveaux de fatigue et de somnolence, qui augmentent » ; « Pour ce qui concerne l'amélioration de la sécurité et l'aide au maintien de la vigilance, l'éclairage continu ne parait pas plus réaliste que l'obscurité continue » concluaient également les auteurs.
En 2006, l'éclairage de l'A16 est supprimé ; il sera rétabli en octobre 2016, près du tunnel sous la Manche.
En 2007, une étude française d'accidentologie comparative reposant sur onze ans de statistiques d'accidents a comparé l'A16 dans le Nord-Pas-de-Calais, avec d'autres autoroutes régionales ou voies à configuration autoroutière. Cette étude a conclu au vu des statistiques d'accident qu'en plaine, toutes choses égales par ailleurs, l'éclairage des autoroutes (ou voies rapides) n'améliorait pas la sécurité que ce soit du point de vue du nombre d'accidents ou de la gravité des accidents. Après une phase test de coupure des lampadaires disposés sur les sections les moins dangereuses de l'autoroute qui n'a pas montré d'augmentation du nombre des accidents, au contraire, l'administration des routes a conclu que pour l'A16 « l'amélioration de la sécurité routière par l'éclairage n'étant pas établie, il parait raisonnable de maintenir la coupure de l'éclairage entre Boulogne et la frontière belge pour les sections en rase campagne ». Par la même occasion, des économies d'énergie ont pu être faites, de même que des progrès en ce qui concerne la pollution lumineuse, le coût de fonctionnement et de maintenance (de 600 à 900 000 euros par an, rien que pour la maintenance de l'éclairage).
Pour améliorer la sécurité et le confort de conduite, la DIR Nord a cependant une politique de renouvellement accru de la signalisation horizontale pour aider les automobilistes à mieux percevoir le tracé de l'autoroute la nuit.
La DIR prévoit cependant de rétablir l'éclairage à proximité de Calais pour apporter plus de sécurité en raison des passages de migrants sur l'autoroute. Des travaux vont avoir lieu courant 2016. L'éclairage est rétabli à proximité du tunnel sous la Manche depuis décembre 2016. L'éclairage est totalement fonctionnel entre Coquelles et Marck-est, soit sur une portion de 15 kilomètres.